# 波皮夫亞羅克河

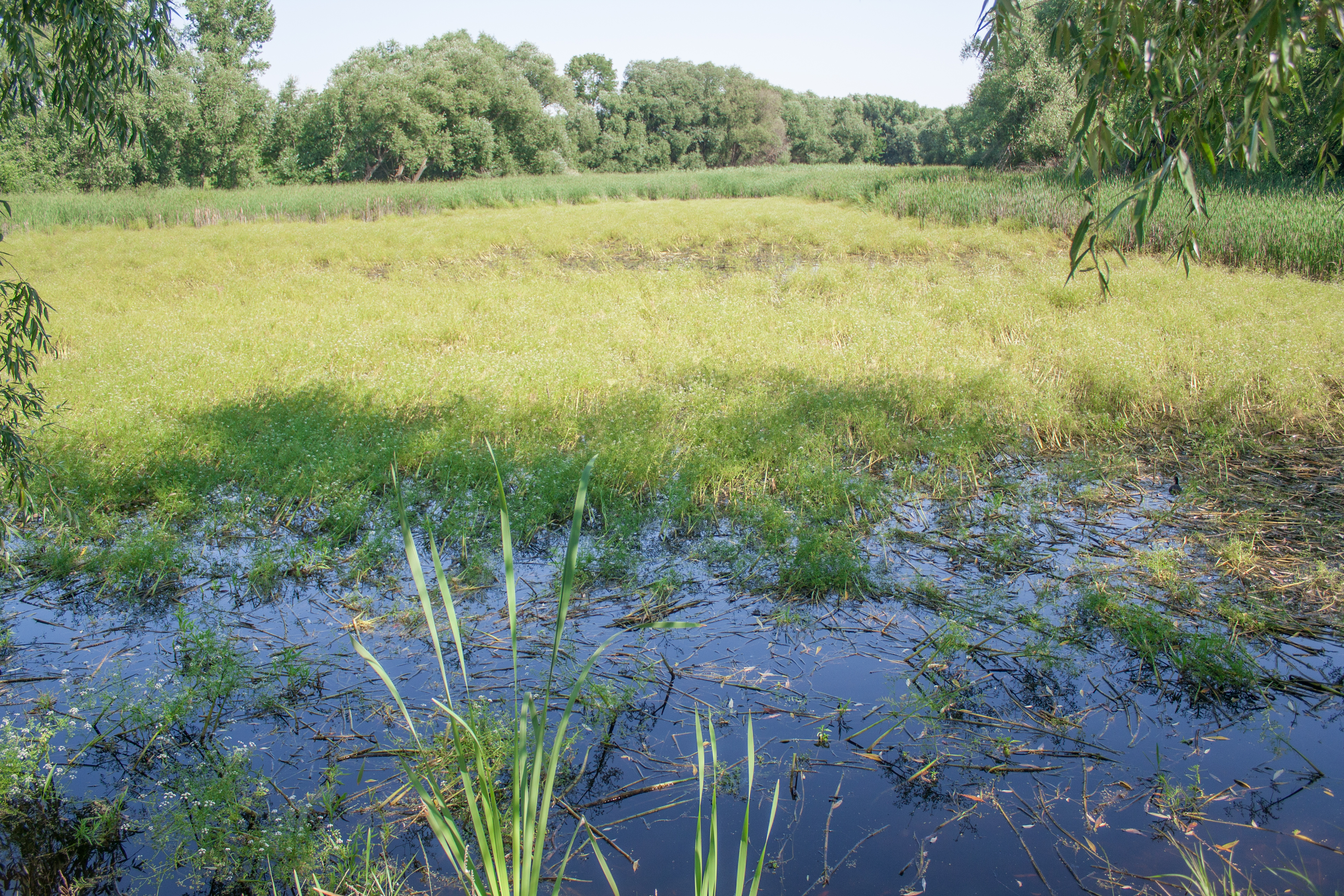

波皮夫亞羅克河（烏克蘭語：Попів Ярок），是烏克蘭的河流，位於該國西南部，屬於基布利奇河的右支流，流經文尼察州，河道全長10公里，流域面積26.4平方公里，河畔城鎮有米特基夫和卡拉別利夫卡。